# 日本の貨車操車場

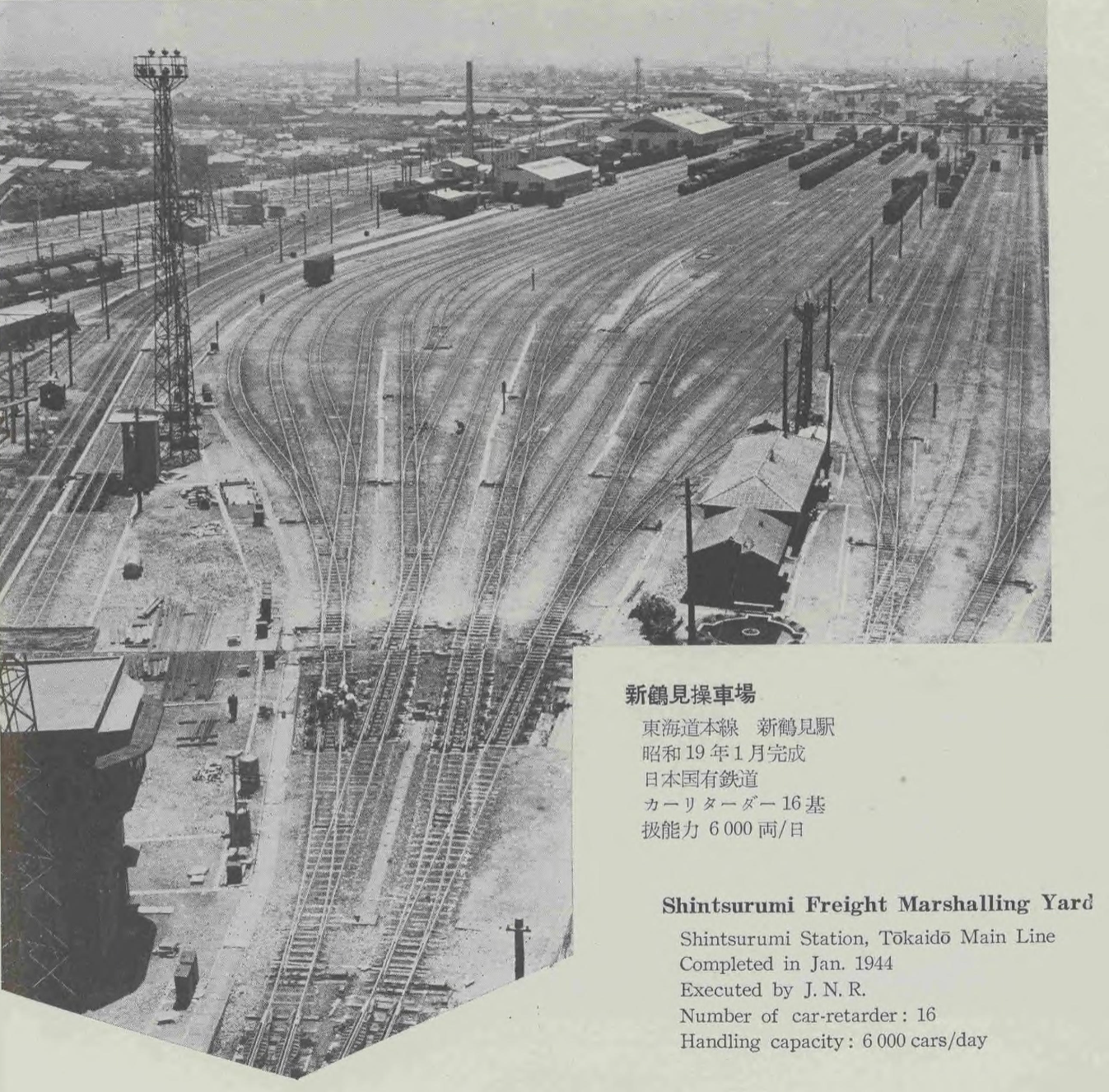
新鶴見操車場（1954年）

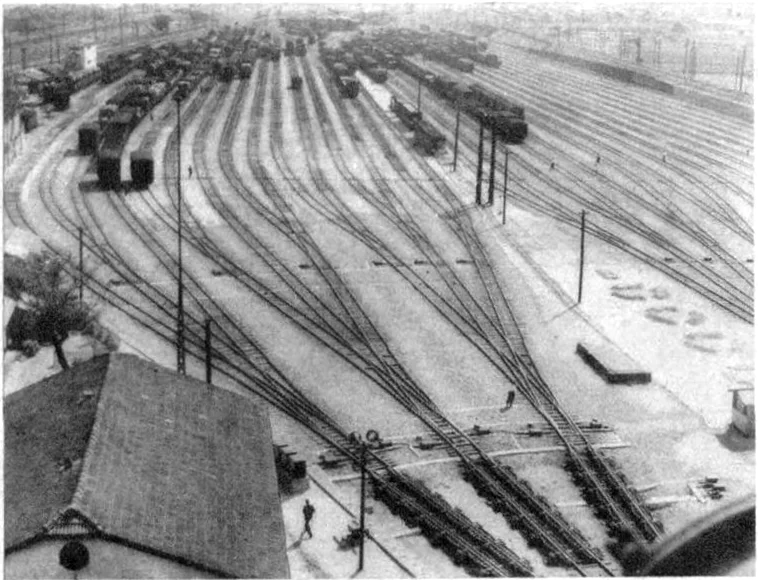
吹田操車場（1954年）

日本の貨車操車場（Freight Marshalling Yard in Japan）では、かつて日本の鉄道貨物輸送の中枢を担った操車場（ヤード, Freight Marshalling Yard）と、それを用いて運用されたヤード集結型輸送について記載する。本記事では「ヤード（英：yard）」は「操車場」と同意義、また操車場とは「貨車操車場」を示すものとする。
過去には数多くの鉄道事業者が貨物輸送を行っていたが、いずれも日本国有鉄道（国鉄）に比べると極めて小規模なので、この項目でも国鉄の貨車操車場を中心に扱う。
国鉄における日本三大操車場は、新鶴見（神奈川県）、吹田（大阪府）、稲沢（愛知県）であった。1984年2月1日国鉄ダイヤ改正をもって日本のヤード集結型輸送は全廃となった。

## 運用
国鉄の鉄道貨物輸送方式は、二つに大別される。
- 貨物取扱駅間同士を直接結ぶ貨物列車による直行型輸送[4]。コンテナおよび物資別適合輸送が該当[4]。
- 全国各地の貨物取扱駅から来た貨車を操車場（ヤード）で集散させるヤード集結型輸送[4]

前者には石炭・石灰石などを産出地から港湾などへ運ぶ専用貨物列車や、コンテナによる都市間輸送を行った列車が該当し、鉄道の最大の長所である「2点間の大量輸送」を行うものである。そして後者は、全国の貨物駅間同士に発生する不特定の貨物需要を貨車1両単位から輸送できるようにしたものであった。
後者のヤード集結型輸送の方法は、下記の通りである。
1. 荷物を出荷する駅に回送されて来た貨車に積み込む。
2. 貨車を「解結貨物列車」に連結し、近くの操車場まで輸送する。必要があれば、出荷駅で貨車を目的地別に入れ換える。
3. 操車場で、目的地別に貨車を組み替える。
4. 操車場間を結ぶ貨物列車（「普通貨物列車」・「急行貨物列車」）に目的地別に整理された貨車群を連結し、別の操車場へ輸送する。
5. 到着した操車場で、再び目的地別に貨車を組み替える。
6. 4.と5.を運行する区間によって複数回繰り返す。
7. 目的地駅近くの操車場に着いた貨車を切り離し「解結貨物列車」に連結、目的地駅でその貨車を切り離す。

| 運用     | ルート                                                                                               | 総時間                              |
| -------- | --- | ----------------------------------- |
| 直行系   | 汐留駅 → フレートライナー → 梅田駅                                                                   | 約8時間                             |
| ヤード系 | 汐留駅 → 走行30分 → 新鶴見（中継8時間） → 走行12時間20分 → 吹田（中継7時間10分） → 走行10分 → 梅田駅 | 約28時間 （走行13時間、中継15時間） |
| トラック | 東京 → 東名高速 → 大阪                                                                               | 約10時間                            |

## 歴史

### 操車場建設の経緯
1872年（明治5年）に開業した日本の鉄道では、創業して間もない頃から貨物輸送を行っており、やがて鉄道網が日本全国に拡大するにつれ鉄道輸送は旅客・貨物いずれにしても陸上輸送の主流となった。
貨物輸送が増大したのは、特に1906年の鉄道国有化以降である。貨物の増加に対応するため、明治末期から大正時代にかけて、それまで駅構内の付属施設（仕分線）にて行われていた貨車の入換および貨物列車の組成作業を専門に行い、かつ広大な作業場を備えた操車場の建設が行われるようになった。これが操車場建設の第一期である。稲沢操車場や吹田操車場、田端操車場、品川操車場がこの時期に建設されている。品川操車場は後に客車操車場に転向し、貨車入換作業は品鶴線上に新設された新鶴見操車場に移転した。
その後2度にわたって、集中的に日本全国で操車場が建設されていく。操車場建設の第二期は、日中戦争勃発に伴い、軍需を中心とした貨物輸送が増加した1930 - 40年代である。香椎操車場や新潟操車場などが新たに建設された。そして第三期は太平洋戦争後の復興期で、やはり経済の復興にあわせて増大する貨物需要に対応するために建設された。富山操車場などが該当する。
1970年代まではこうしたヤード継走式の貨物輸送が中心であった。戦後の高度経済成長の中で、鉄道の貨物輸送は1970年（昭和45年）に輸送量のピークを迎える。
なお、ヤードといっても「ハンプヤード」、「平面ヤード」、「重力ヤード」の3種類があるが、日本の場合は大半が「平面ヤード」で、一般的に知られていたハンプヤード方式をとったのは、郡山・大宮・田端・武蔵野・新鶴見・塩浜・静岡・高崎・富山・稲沢・吹田・門司・鳥栖といった少数の（貨車入換量が特に多い）操車場だけであり、重力ヤードにいたっては一個もなかった。重力ヤードは操車能力こそハンプヤードに劣らぬものの、ヤードが全体的に坂に設置されている必要があって建設に適した場所がなかったことがその理由として挙げられる。全世界的に見ても重力ヤードは圧倒的に少ない。

### ヤード継走式輸送の衰退

JRおよび私鉄の輸送キロ推移（旅客/貨物）

1960年代以降、日本国内でもモータリゼーションという社会的変化は進んでいた。その結果、旅客輸送・貨物輸送いずれにおいても自動車が台頭し、特に貨物における鉄道輸送量は大きく減少していった。自動車に比べ小回りが利かず、駅で積荷の積替えを要すること、その上操車場での入換作業を要するがために到着までに時間がかかることや、いつ到着するかが極めて不明確であること、さらに度重なる運賃の値上げ、労組間の対立に伴い頻発するストライキによる信頼低下などがシェア低下の要因だった。
ヤード継走式輸送は、貨車の取扱量が多くてこそはじめて威力を発揮し、輸送を効率化させる。しかし1970年以降、取扱量は大きく減少していた（ヤード系輸送量は10年で約4割の減少,直行系は微増）。さらに1959年（昭和34年）からはコンテナ専用列車が定期的に走り始め、1969年（昭和44年）には東海道本線・山陽本線でコンテナ専用の特急貨物列車「フレートライナー」が登場したことで、それまでは鉱山から工場、工場から港湾などに限られていた直行輸送がコンテナによってあらゆる貨物輸送の主流となることが明らかになると、ヤード系輸送の落日は目に見えてきた。
しかし国鉄は、コンテナ輸送の拡大と並んで、操車場の近代化・効率化も同時に推進した。1974年（昭和49年）に開業した武蔵野操車場のようにコンピューター（yard automatic control system、略称「YACS」と呼ばれる）による貨車仕分けの自動化や、無線操縦機関車やカーリターダー（自動減速器。線路に設置される）、リニアモータ方式貨車加減速装置、ダウティユニット（線路内に油圧ジャッキ式のユニットを多数設置して貨車の速度を制御する）等を用いて省力化・高速化が図られたところもあった。近代化前の操車場では、貨車の突放や減速などは作業員が走る貨車の横につかまって調節するという危険なものであり、過去には死者や四肢切断を伴う事故が何度も発生していたため、これは極めて画期的なことだった。他に、コンピューター化された操車場としては、郡山・新南陽・北上・塩浜・高崎が挙げられる。

### 操車場全廃とその後
|              | 直行系       | ヤード系     |
| ------------ | ------------ | ------------ |
| 収入（億円） | 1,300（41%） | 1,900（59%） |
| 経費（億円） | 1,100（22%） | 3,800（78%） |
| 損益（億円） | 200          | ▲1,900       |
| 営業係数     | 85           | 200          |

しかし国鉄の貨物輸送が減少し、国鉄全体の収支も悪化したため全国の操車場を近代化する計画は頓挫してしまった。1978年10月2日国鉄ダイヤ改正や1980年10月1日国鉄ダイヤ改正では大幅に貨物列車が削減された。1983年には貨物輸送シェアは6%まで落ち込み、国鉄貨物局課長補佐が「貨物部門の赤字はすべてヤード系から発生し、貨物経営を悪化させているのはヤード系である」と断言している。これは直行系と違い、貨物輸送量が減少してもヤード系に関わる固定経費が削減できないためである。
そのため1984年2月1日国鉄ダイヤ改正をもって、ヤード継走式輸送は全廃された。その後全国の操車場の大半は廃止され、遊休地化するものも多かった。存続しても機関車交換などの信号所的な業務に大幅に縮小され、一部は広い敷地を生かし、周辺駅と統合されコンテナ輸送に最適化された現代型の貨物駅に生まれ変わった旧操車場もあった。
以後、国鉄そしてJRの貨物輸送はコンテナや企業の私有貨車による直行輸送のみとなった。しかし、この時点では車扱列車そのものは残存していたため、組成作業の必要は残されていた。国鉄はこうした操車作業を各地の臨海鉄道に移管するが、附近に代行可能な臨海鉄道がなかった富山貨物、新南陽、東小倉では操車作業を続けている。操車場そのものが不要になるには、途中駅で解結を行う車扱輸送がほぼ終了する2008年3月のダイヤ改正まで待たねばならなかった。

## 主な国鉄の操車場
国鉄社内では、操車場を含む貨車の入換作業を行う駅（貨物駅も含める）を組成駅と総称しており、1980年10月1日時点で150を数えた。組成駅は社内規則により、本社指定組成駅、地区指定組成駅（支社による指定）、局指定組成駅（鉄道管理局による指定）の3つに重要度別に分けられていた。
その中で正式名称として「操車場」と呼ばれるのは、貨物列車の組成のみを行う独立した駅（停車場）のことで、さらに基幹操車場と地区操車場に分けられていた。まれに操車場が貨物の取扱を始める場合があり、その時は「操駅」（そうえき、操車場駅の略）に格上げされた。

### 本社指定組成駅

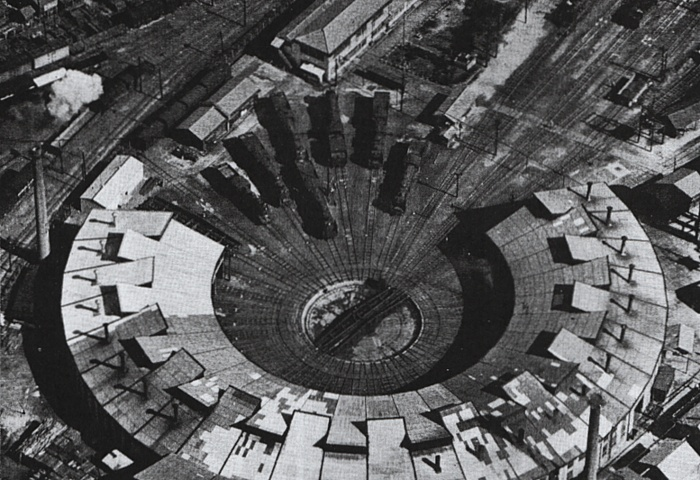
吹田操車場の転車台（1953年）

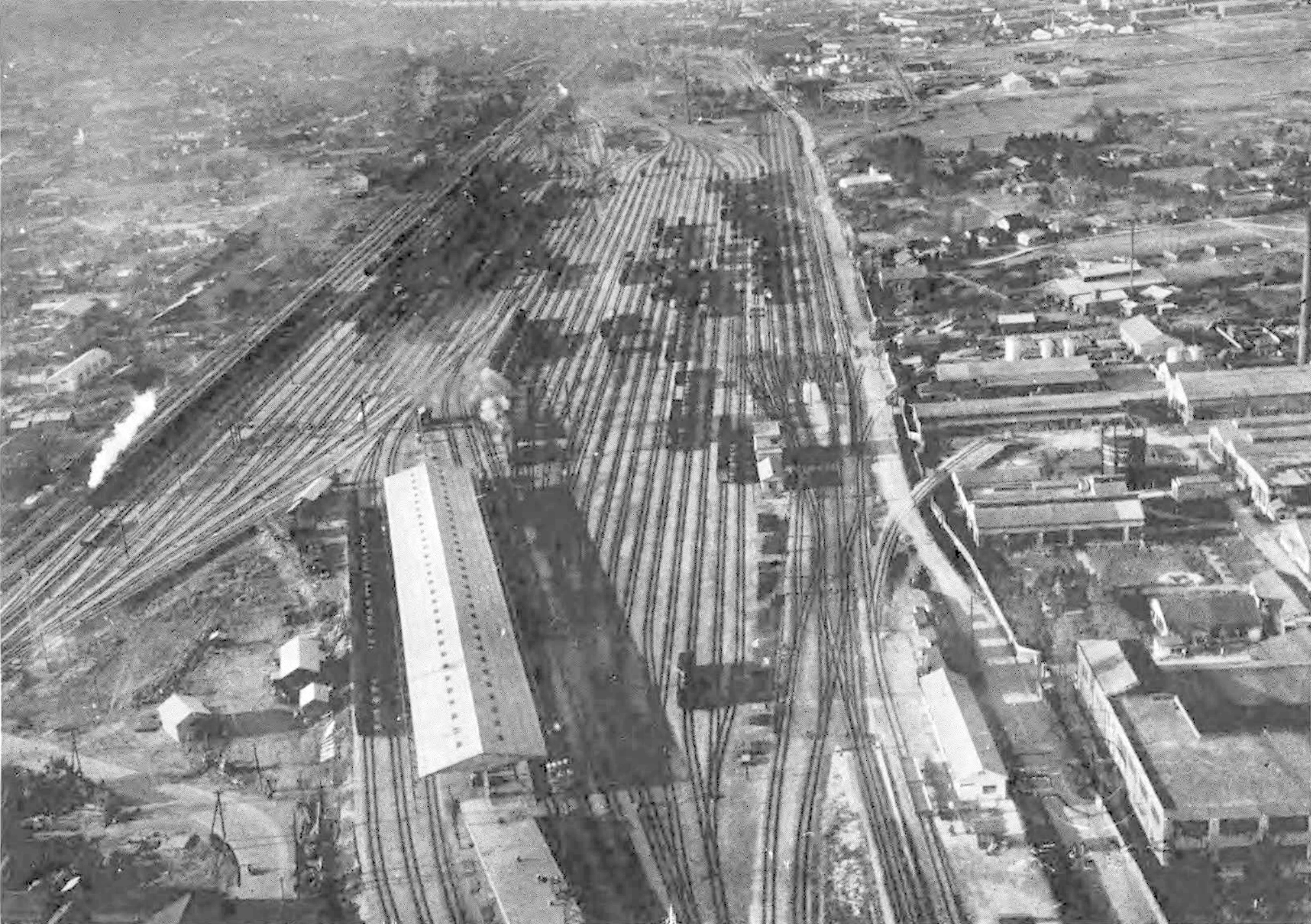
長町操車場

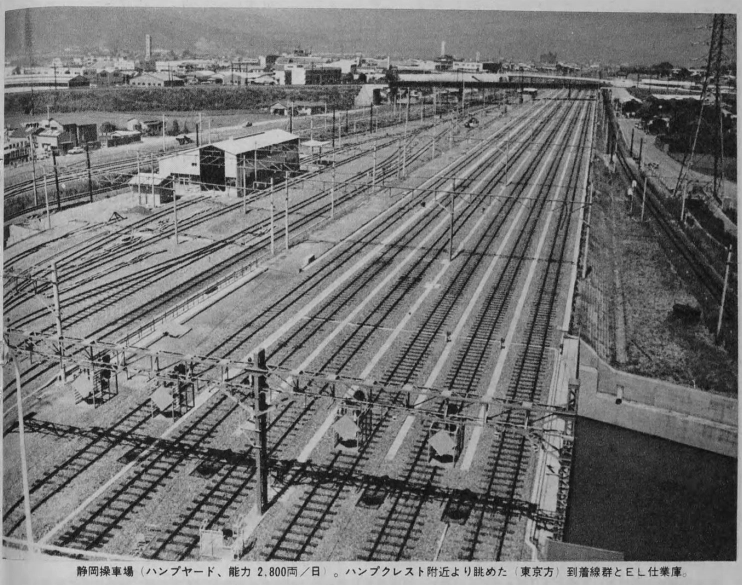
静岡操車場(1965年)

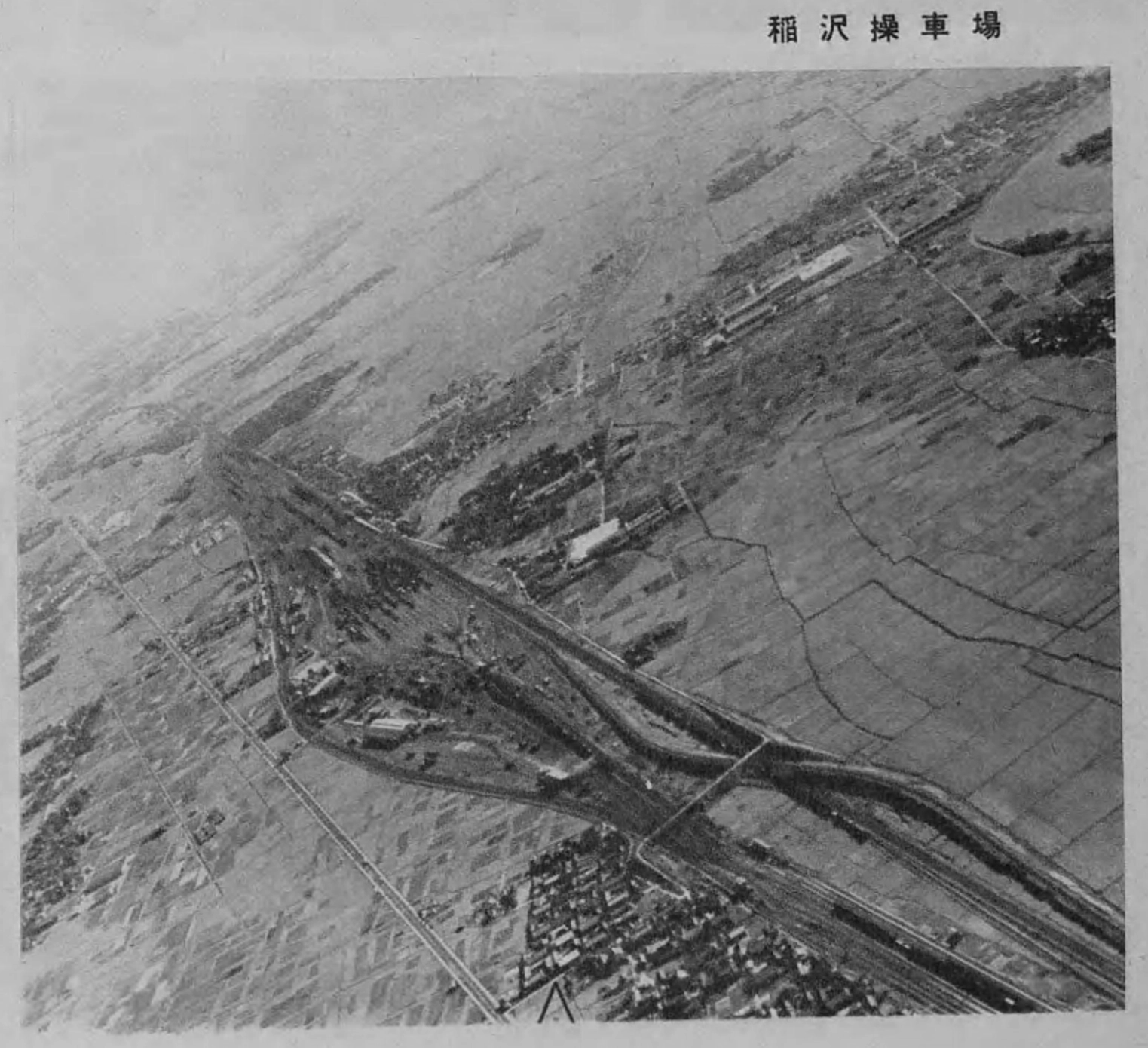
稲沢操車場（1962年）

1978年（昭和53年）5月当時の本社指定組成駅の一覧である。1978年当時は31箇所あったが、1984年（昭和59年）2月1日のダイヤ改正までにすべて指定が解除（廃止）された。
五稜郭駅（五稜郭操車場）
北海道の貨物輸送の玄関口として機能した。1943年（昭和18年）1月9日開業、1984年2月1日に機能停止。構内にあった車両基地がJR貨物五稜郭機関区として現存している。
青森信号場（青森操車場）
東北三大操車場の一つ。東北本線と奥羽本線の結節点であり、対北海道輸送の拠点であった。1926年（大正15年）10月25日開業、1984年2月1日に機能停止。1986年に青森信号場に降格した。
秋田貨物駅（秋田操車場）
奥羽本線と羽越本線の結節点。1960年（昭和35年）8月1日開業、1984年2月1日に機能停止。1990年に跡地に秋田操駅の貨物設備が移転し、秋田操駅は秋田貨物駅に改称した。
郡山貨物ターミナル駅（郡山操車場）
東北本線と磐越東線・磐越西線の結節点。東北三大操車場の一つ。1965年（昭和40年）10月1日開業、1977年に貨物の取扱を開始し郡山貨物ターミナル駅に昇格した。1984年2月1日に操車場機能を停止。1994年に操車場跡地に貨物設備が移転した。
長町駅（長町操車場）
東北三大操車場の一つ。東北本線と宮城野駅（現在の仙台貨物ターミナル駅）経由の貨物線の分岐点にあった。1924年（大正13年）3月1日開業、1984年2月1日に機能停止。跡地は「あすと長町」として再開発され整備が完了した。
新潟操車場
新潟港といくつもの貨物支線で結ばれ、新潟市の列車組成作業を担っていた。1957年（昭和32年）10月1日開業、1984年2月1日に機能停止。国鉄分割民営化直前に新潟操駅に昇格、1990年に貨物設備が操車場跡地に完成し、新潟貨物ターミナル駅に改称した。
長岡操車場
信越本線と上越線の合流地点にあたる。1931年（昭和6年）7月11日開業、1984年2月1日に機能停止。1985年（昭和60年）に南長岡駅に統合され、1996年（平成8年）にその貨物設備が跡地に移転した。
直江津駅
信越本線と北陸本線の結節点。1984年2月1日機能停止。
高崎操車場
上越線・高崎線・信越本線・八高線・両毛線の5線の結節点。1943年（昭和18年）3月1日開業。1984年2月1日に機能停止したが、高崎線の操車場として現存する。
いわき貨物駅
常磐線と磐越東線の結節点。1972年（昭和47年）10月1日開業、内郷機関区を併設した。1984年2月1日に機能停止、1985年（昭和60年）に信号場に格下げされ、その後廃止された。
新小岩操車場（現在の新小岩信号場駅）
千葉県方面の貨物輸送の拠点。新金線という貨物線で常磐線と接続した。1926年（大正15年）2月24日開業、1968年（昭和43年）に新小岩駅の客貨分離に伴い新小岩操駅として独立。1984年2月1日に操車場機能を停止。廃止時は地区指定組成駅であった。なお、1986年（昭和61年）に新小岩操車場に降格したが、国鉄分割民営化直前に再び新小岩操駅に昇格、2011年（平成23年）には新小岩信号場駅に降格された。
大宮操駅（大宮操車場）
東北本線と高崎線の結節点で、東京における貨物輸送の北の玄関口として機能した。1928年（昭和3年）3月1日開業、1961年（昭和36年）に大宮駅の客貨分離に伴い大宮操駅として独立。1984年2月1日に操車場機能を停止し、1986年に大宮操駅は大宮操車場に降格した。東北本線の操車場として一部が現存。跡地はさいたま新都心。
田端操車場（現在の田端信号場駅）
構内に田端運転所を擁する。大宮・武蔵野の各操車場開業で役目を縮小していた。隅田川駅と貨物線で連絡。1915年（大正4年）5月10日開業、1961年（昭和36年）に田端駅の客貨分離に伴い田端操駅として独立。1984年2月1日に操車場機能を停止。廃止時は局指定組成駅になっていた。なお1986年に田端操車場に降格したが、1990年に再び田端操駅昇格、2011年に田端信号場駅に降格された。
武蔵野操車場
付近の貨車入換を行う駅を統合する形で1974年（昭和49年）10月1日に開業。1984年2月1日に機能停止、1986年に廃止。跡地には新三郷駅が設置され、かつての操車場の敷地は住宅・商業施設「新三郷ららシティ」として三井不動産を中心とする民間5社が再開発を行った。
新鶴見操車場
日本三大操車場の一つ。大宮操車場や汐留駅と結ばれていた。北の大宮に対して南の牙城。1929年（昭和4年）8月21日開業、1984年2月1日に機能を停止し新鶴見信号場に降格した。跡地は長らく空き地のままであったが、2000年代より再開発が具体化しつつある。
沼津駅
東海道本線と御殿場線の結節点。1984年2月1日機能停止。廃止時は地区指定組成駅。
東静岡駅（静岡操車場）
東海道本線静岡付近の列車組成作業を担う。1962年（昭和37年）10月6日開業。1984年2月1日に操車場機能を停止、1993年（平成5年）に跡地に東静岡駅の貨物設備が移転、静岡貨物駅となった。
稲沢駅（稲沢操車場）
日本三大操車場の一つ。名古屋付近の貨物取扱を担い、貨物線（稲沢線）で笹島駅と結ばれていた。1925年（大正14年）1月16日開業、1984年2月1日に機能停止。
米原駅（米原操車場）
東海道本線と北陸本線の結節点。1984年2月1日機能停止だが、廃止時は地区指定組成駅になっていた。一部がJR貨物の操車場として現存している。操車場跡地は「米原貨物ターミナル駅」として再開発予定する案もあったが、実現には至らなかった。
富山操車場
北陸本線とその支線における貨物輸送の一大拠点。1955年（昭和30年）10月1日開業。1968年（昭和43年）に日本で初めてコンピューターが導入された。1984年2月1日に操車場機能停止、国鉄分割民営化直前に富山操駅に昇格、1990年に操車場跡地に貨物設備が完成し、富山貨物駅となった。
梅小路駅（梅小路操車場）
東海道本線と山陰本線が形成するデルタ線の中にあった。1913年（大正2年）6月21日開業、1984年2月1日に機能停止。1990年に跡地に梅小路駅（現在の京都貨物駅）貨物設備が移転。
吹田操車場
日本三大操車場の一つ。東海道本線上にあり、梅田駅と接続。操車量の多さゆえ「東洋最大」と称えられた。1923年（大正12年）7月1日開業。1984年2月1日に機能停止、吹田信号場に降格。2013年3月に跡地に吹田貨物ターミナル駅が完成した。
姫路駅（姫路操車場）
操車場は構内東側にあった。1984年2月1日に機能停止。北側に貨物設備があったが、姫路貨物駅へ移転した。跡地は現在再開発中。
竜華操車場
関西本線と城東貨物線・阪和貨物線の結節点にあり、百済駅とつながっていた。1938年（昭和13年）10月1日開業。1984年2月1日に機能停止、1986年に竜華信号場に降格。竜華信号場も1997年に廃止。跡地は「竜華副都心」として再開発され整備が完了した。
岡山操車場
岡山駅西方にあり、山陽本線・伯備線・宇野線を発着する貨車の組成作業を担った。1925年（大正14年）開業。1984年2月1日に機能停止、1990年に西岡山駅（現在の岡山貨物ターミナル駅）に併合され、その貨物設備が跡地に移転した。
東広島操車場
広島駅東側にあった。1916年（大正5年）開業。1984年2月1日に機能停止、1995年に跡地に東広島駅の貨物設備が移転、広島貨物ターミナル駅となる。旧貨物設備跡地にはMAZDA Zoom-Zoom スタジアム広島が建設され、2009年にオープンした。
高松駅
四国唯一の本社指定組成駅。1984年2月1日機能停止。付近に貨物ホームもあったが、高松貨物ターミナル駅に移転した。
門司駅（門司操車場）
九州の貨物輸送の玄関口。1942年（昭和17年）4月1日開業、1984年2月1日機能停止。跡地に2003年（平成15年）に貨物設備が完成し北九州貨物ターミナル駅となった。
香椎駅（香椎操車場）
鹿児島本線と博多港への貨物支線の分岐点。1984年2月1日機能停止。跡地の一部が千早操車場となったほかは副都心として再開発予定。
鳥栖駅（鳥栖操車場）
鹿児島本線と長崎本線の分岐点。かつて藤井フミヤが勤めていた。1926年（大正15年）6月15日開業。1984年2月1日に機能停止、跡地に1990年に貨物設備が完成、その後鳥栖貨物ターミナル駅となる。
熊本駅（熊本操車場）
熊本駅構内南方にあった。1984年2月1日機能停止。付近に熊本駅貨物ホームがある。

### 主要な地区指定組成駅
岩見沢駅（岩見沢操車場）
東京以北で最大の操車場であり、石狩炭田の石炭輸送の牙城だった。1980年（昭和55年）10月1日廃止。
苫小牧駅（苫小牧操車場）
室蘭本線と千歳線の分岐点にあった。1984年2月1日に機能停止、1991年（平成3年）に跡地にJR貨物苫小牧駅が移転。
東室蘭駅（東室蘭操車場）
石炭などの鉱産物、鉄鋼などの工業製品輸送の拠点とされた。石炭・製鉄業と共に衰退。1984年2月1日に機能停止、1996年（平成8年）に跡地にJR貨物東室蘭駅が移転。
塩浜操駅（塩浜操車場）
川崎市の工業地帯における列車組成を担った。1984年2月1日に操車場機能を神奈川臨海鉄道に移管。1995年に川崎貨物駅に改称。
亀山駅（亀山操車場）
関西本線と紀勢本線の交点。1984年2月1日廃止。
東灘操車場
東海道本線上にあり、神戸臨港線により神戸港駅とつながっていた。東灘駅構内扱いであったが、1972年に正式に東灘操車場となる。1981年4月1日に機能停止、東灘信号場に降格。2016年摩耶駅として旅客駅化。
和歌山操駅（和歌山操車場）
阪和線と紀勢本線の結節点。1984年2月1日に操車場機能停止、1986年に和歌山操駅も廃止。
直方操車場
筑豊炭田の石炭輸送の牙城。石炭業と共に衰退、1982年11月15日廃止。廃止時は局指定組成駅に降格していた。

### 主要な局指定組成駅
北上操車場
東北本線北部の貨物輸送の拠点であり、作業がコンピューター化されていたことで知られていた。国内で最も遅くできた操車場。1984年2月1日に機能停止、1986年に廃止。現在貨物駅の建設が計画されている。
酒田駅
羽越本線と羽越貨物支線（酒田港線）の結節点。山形県庄内地方の中心。1984年（昭和59年）2月1日操車場機能廃止。
鼠ケ関駅
山形県庄内地方と新潟県下越の境界。1972年（昭和47年）操車場機能廃止。
坂町駅
羽越本線と米坂線の結節点。新潟県北部の中心。1980年（昭和55年）10月1日新潟操車場に集約する形で操車場機能廃止。
新津駅
信越本線と羽越本線、磐越西線の結節点。1980年（昭和55年）10月1日新潟操車場に集約する形で操車場機能廃止。
新南陽駅（新南陽操車場）
旧称「徳山操車場」。山口県南部の中心。1986年に新南陽駅貨物ホームが移転。山陽西部地区は接続専用線や支線区の貨物扱いが多く残っていたことから、JR貨物でも専用列車の組成駅として操車場機能が残され、1996年10月31日まで運用された。日本最後のハンプヤードであった。
幡生駅（幡生操車場）
山陽本線と山陰本線の結節点。1984年2月1日に機能停止、大幅に縮小されたが現存する。関門トンネルを越える貨物列車の機関車交換地点。

### その他
炭田地帯や鉱山付近には大小多くのヤードが存在していた（岩見沢操車場や東折尾駅もそれらの一つ）。石灰石輸送で知られていたヤードとして美祢ヤードが挙げられる。
計画されたものの、建設されずに終わったもので大井操車場がある。1960年代に東京外環状線計画が発動された時に、当時の大井埋立地にコンテナ対応の貨物駅（大井駅）と併設される形で建設が予定されていた大規模操車場である。しかし、鉄道貨物輸送の衰退に伴い、操車場の建設は取りやめとなった。その建設用地には現在、東京貨物ターミナル駅がある。
また、この項目では国鉄を中心に取り扱っているが、私鉄でも貨物ヤードを保有する会社は存在した。東京スカイツリータウンも、元々は東武鉄道の業平橋駅（現在のとうきょうスカイツリー駅）の貨物ヤードだった場所を再開発したものである。